# Пауль Юон
Пауль Юон (нім. Paul Juon; 6 березня 1872 Москва — 21 серпня 1940 Веве, Швейцарія) — російський і швейцарський композитор і музичний педагог. Брат художника Костянтина Юона.

## Життєпис
Пауль Юон народився 7 березня 1872 року в сім'ї службовця страхової компанії, батько якого, дід композитора, булочник, перебрався в Росію зі швейцарської села Мазайн. Мати, за спогадами самого Пауля Юона, захоплювалася мистецтвом — трохи співала і грала. В силу німецько-швейцарського походження здобув середню освіту в німецькій школі. Навчався в Московській консерваторії у Івана Гржималі (скрипка), Антона Аренського і Сергія Танєєва (композиція), потім удосконалювався як композитор в Берліні під керівництвом Вольдемара Баргіля.
У 1896—1897 роках викладав теорію музики і скрипку в Бакинській консерваторії. Потім повернувся в Берлін, де жив і працював з 1898 по 1934 роки, замінивши в 1906 році Йозефа Йоахіма як професор композиції Берлінської Вищої школи музики. Серед учнів Юона були Штефан Вольпе, Генріх Камінський, Філіп Ярнах, Ференц Вечей, Сергій Каген та інші. Після жовтневої революції 1917 року в Росію більше не повертався. У 1934 році емігрував з нацистської Німеччини до Швейцарії.
Композиторська спадщина Юона включає оперу «Алеко» (1896), чотири симфонії, три скрипкові концерти, потрійний концерт для фортепіано, скрипки та віолончелі з оркестром, широкий спектр ансамблевої, камерної та театральної музики, пісні — в цілому близько 90 творів. Юону належать також різні аранжування і перекладання, переважно для фортепіано. Німецькою мовою він переклав підручник гармонії Аренського і біографію Петра Чайковського, написану його братом Модестом.
Низка творів Юона, особливо камерних ансамблів, були записані — в тому числі у виконанні Альтенберг-тріо. У 1998 році в Цюриху було засновано Міжнародне товариство Юона, що займається вивченням і пропагандою його творчості.